# SIG SG 550
SIG SG 550/ Stgw 90 (нім. SturmGeWehr 90 — штурмова гвинтівка 90) — швейцарський автоматичний карабін, розроблений в 1979—1980 роках на основі SIG SG 540 для заміни застарілої автоматичної гвинтівки SIG SG 510.

## Історія
Вимоги до нового карабіну були висунуті керівництвом збройних сил Швейцарії в 1978 році. Після успішних випробувань SG 550 військове керівництво в 1983 році оголошує про прийняття його на озброєння, однак через фінансові труднощі виробництво налагоджено лише в другій половині десятиліття, а офіційне прийняття на озброєння SG 550 і його укороченого варіанту SG 551 відбулося 1990-го року.
Ще компактніший варіант SG 552 був розроблений в 1998 році, а його вдосконалена версія SG 553 — на початку 2000-х.

## Опис

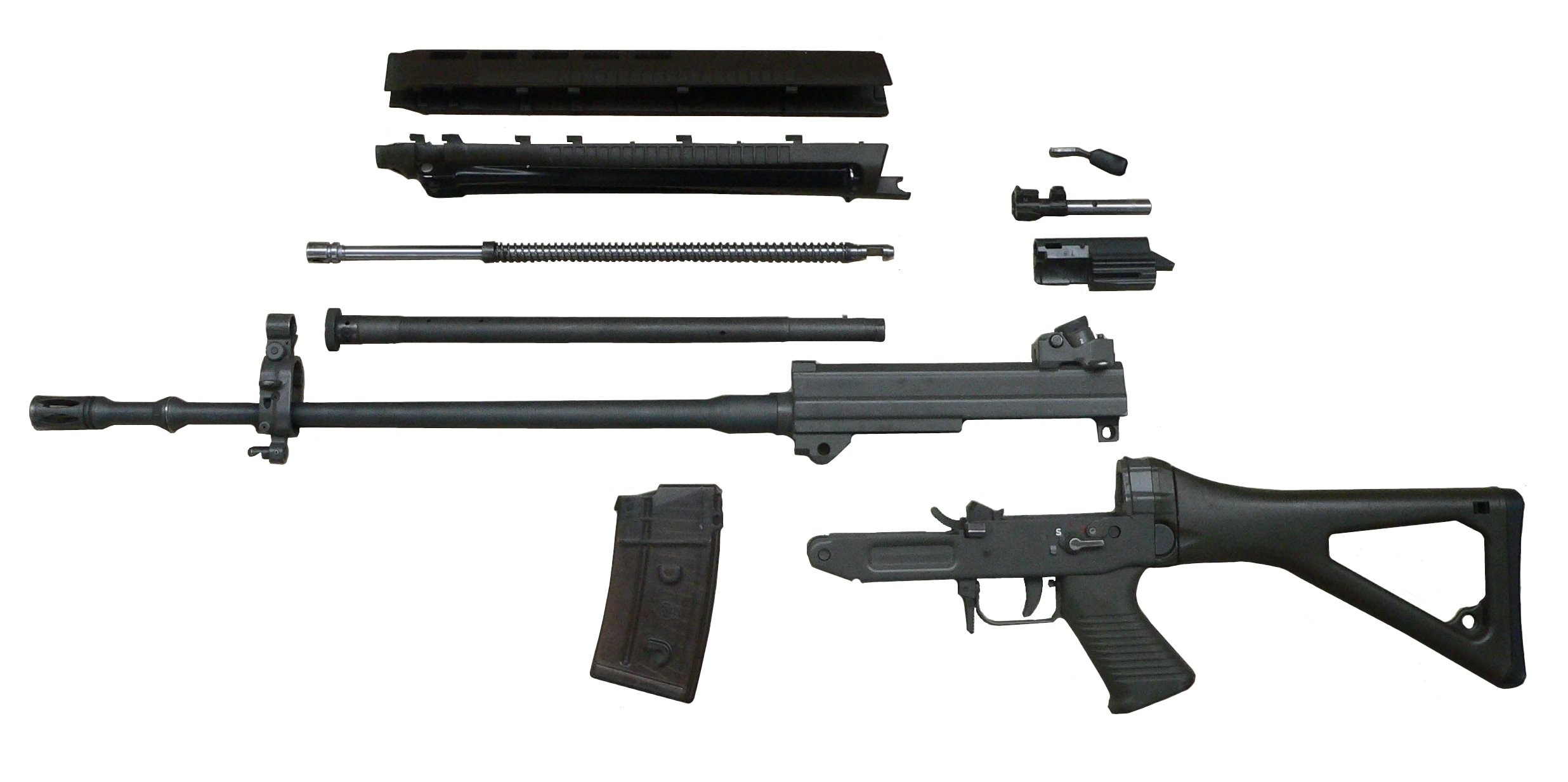
SIG 550 в розібраному вигляді

Автоматика SIG SG 550 заснована на відводі порохових газів з каналу ствола, замикання здійснюється поворотом затвора на два бойових упори. Поворотна пружина знаходиться над стволом навколо штока газового поршня. При стрільбі вона стискається між спеціальним коміром на штоку і передньою стінкою ствольної коробки.
Рукоятка затвора спрямована вгору для зручного доступу з обох сторін зброї, також вона має гумовий ковпачок для зручності використання при низьких температурах. Газова камера постачена регулятором з трьома положеннями для стрільби в нормальних або важких умовах, а також метання гвинтівкових гранат. УСМ — куркового типу, двосторонній запобіжник-перекладач дозволяє вести стрільбу одиночними пострілами, а також фіксованими і безперервними чергами. Є механізм затворної затримки. Для стрільби в рукавицях або товстих рукавичках спускова скоба може відкидатися. 
Ствол виконаний методом холодного кування з хромо-нікелевої сталі, звернутий у ствольну коробку і оснащений комбінованим компенсатором-полум'ягасником, пристосованим для метання гвинтівкових гранат (крім укорочених варіантів). Верхня і нижня половини штампованої ствольної коробки кріпляться парою поперечних штифтів. Складаний каркасний приклад і цівка виготовлені з високоміцного пластику.
Для контролю за витратою боєприпасів магазини виготовлені з прозорого пластику, а для кріплення їх один до одного на бічних стінках розташовані спеціальні кліпси. Карабін забезпечений складними сошками.
Серединне відхилення при стрільбі з SIG SG 550 на дальність 300 м становить 60-70 мм. Сімейство SG 550 зарекомендувало себе як надійна і зручна зброя з високими бойовими якостями.

## Варіанти
- SG 550 — базовий варіант[1];
- SG 551 SWAT — варіант з укороченим стволом, зміненим полум'ягасником, через що стало неможливим метання гвинтівкових гранат, а також відсутністю сошок і кріплення для багнета. Існує 2 види SG 551, що відрізняються довжиною ствола: SG 551 LB (Long Barrel) зі стволом 454 мм і SG 551 SB (Short Barrel) зі стволом 363 мм[1];
- SG 552 Commando — ще компактніший автоматичний карабін зі стволом 226 мм, призначений для спеціальних поліцейських підрозділів. На відміну від SG 550 поворотна пружина позаду затворної рами і діє безпосередньо на неї, а не на шток газового поршня. Карабін має змінений полум'ягасник і може оснащуватися планками Пікатінні для установки додаткових аксесуарів[1].
- SG 553 — удосконалений варіант SG 552, що відрізняється тільки тим, що його внутрішній устрій повністю аналогічно SG 550/SG 551[1];
- SIG 556 — варіант для американського ринку зі зміненим цівкою і телескопічним прикладом, аналогічним Colt M4, а також приймачем магазина, пристосованим для магазинів STANAG[1];
  - SIG 556 SWAT — варіант SIG 556 зі зміненим цівкою і прикладом фірми Magpul. Комплектується додатковою передній ручкою з тактичним ліхтарем, яка кріпиться до планки Пікатінні, встановленої на нижній частині цівки[1];
- SIG SG 550 Sniper — самозарядна снайперська гвинтівка[1];
- SG 550 SP, 551 SP, 552 SP, PE 90 та SIG Sport — самозарядні варіанти для цивільного ринку[1].
- SIG SG 751 (SIG SAPR) — автоматична гвинтівка під патрон 7,62 × 51 мм НАТО.